# Coral Herrera
Coral Herrera Gómez (Madrid, 1977) es una escritora, docente y comunicadora española,  conocida por su análisis y crítica al «mito del amor romántico».
Escribe sobre las emociones y las relaciones humanas, el amor, los cuidados, las estructuras de poder, la violencia de género y los derechos humanos de las mujeres y de la infancia. Ha publicado artículos en diferentes medios de comunicación como Revista Pikara, El País, eldiario.es y El Ciudadano, y ha colaborado en programas como La Tuerka.

## Biografía
Nació en el barrio obrero madrileño de Aluche. Coral Herrera se doctoró en Humanidades y Comunicación por la Universidad Carlos III, con una tesis titulada "La construcción sociocultural de la Realidad, del Género y del Amor Romántico". Publicó su primer libro: “La construcción sociocultural del amor romántico". Tras una estancia como profesora de español en la Universidad de la Sorbona de París, emigró a Costa Rica debido a la crisis económica en España que tuvo lugar en 2008.
En San José escribió su obra Mujeres que ya no sufren por amor, publicada por la Editorial Catarata en 2018, y traducida al francés por la editorial Binge Auditions en 2021 con el título: Revolution Amoreuse.
Coral Herrera ha publicado ocho libros en España, y numerosos capítulos en libros colectivos de diferentes países. Se dedica a la divulgación científica de las ciencias sociales en todos los formatos: tiene un blog desde el año 2010 con más de mil entradas, un podcast, un canal de vídeos propios, y es muy activa en redes sociales.
En cuanto a su vida personal, tiene discapacidad auditiva y una familia multicultural, pues su pareja es salvadoreño y su hijo costarricense.

## Publicaciones

#### Libros
- 100 preguntas sobre el Amor. La Revolución Amorosa para jóvenes. Editorial Catarata, Madrid, 2023.
- El contrato amoroso. Herramientas para mujeres que negocian en pareja. Editorial Catarata, Madrid, septiembre 2021
- Dueña de mi amor: Mujeres contra la gran estafa romántica. Editorial Catarata, 2020.
- Cómo disfrutar del amor, herramientas feministas para trabajarse lo romántico. Ediciones B, Penguin Randome House, 2020.
- Hombres que ya no hacen sufrir por amor: Transformando las masculinidades. Editorial Catarata, 2019.
- Mujeres que ya no sufren por amor. Editorial Catarata, 2018.
- La construcción sociocultural del amor romántico. Editorial Fundamentos, 2011.
- Más allá de las etiquetas. Feminismos, masculinidades y queer. Editorial Txalaparta, 2011.